# Amphiprion latezonatus
Amphiprion latezonatus (лат.) — вид лучепёрых рыб из семейства помацентровых, распространён в субтропических водах у восточного побережья Австралии. Как и все рыбы-клоуны, он образует симбиотический мутуализм с актиниями и не реагирует на их щупальца. Рыбы являются последовательными гермафродитами со строгой иерархией доминирования на основе размера: наиболее крупные — самки, способные к размножению самцы — вторые по величине. Самые мелкие рыбки — нерепродуктивные самцы.

## Описание
Тело окрашено в тёмно-коричневый цвет с тремя белыми полосами. Средняя полоса на теле очень широкая, примерно в два раза шире, чем у других рыб-клоунов, и имеет форму пирамиды с плоским верхом. Край хвостового плавника с широкой светлой каймой. A. latezonatus часто имеют голубые отметины на верхней губе. Спинной плавник может быть желтоватого или оранжевого цвета. Максимальная длина тела 14 см.

## Похожие виды
Широкая белая полоса на теле отличает A. latezonatus от других видов рыб-клоунов, и спутать его довольно сложно. Наиболее похожими на A. latezonatus являются A. polymnus и A. sebae, но A. latezonatus имеет более широкую спинную полосу. Исторически, амфиприоны идентифицировались по морфологическим особенностям и цветовой гамме, в то время как в лабораториях используются такие особенности, как форма зубов, пропорции тела, форма чешуи на голове. Эти особенности использовались для группировки видов в комплексы (группировки близкородственных видов, внешне похожих друг на друга), A. latezonatus рассматривался как часть комплекса с A. polymnus и A. sebae. Но генетический анализ показал, что A. latezonatus имеет более тесные связи с A. percula и Premnas biaculeatus.

## Распространение и места обитания
Встречается во всех субтропических водах Австралии от Южного Квинсленда до северной части Нового Южного Уэльса, острова Норфолк и Лорд-Хау.

## Хозяева
Отношения между актиниями и амфиприонами не являются случайными, а наоборот, структурированными. A. latezonatus практически всегда живёт в симбиозе только с одним видом — Heteractic crispa.

## Угроза и охрана
Рыбы-клоуны живут на коралловых рифах и сталкиваются с изменениями окружающей среды, подобно кораллам. Основной угрозой является глобальное потепление, т. к. повышение температуры воды приводит к потерям зооксантел, живущих в них. Уязвимость вида обуславливают также ограниченный ареал, невысокая численность и специальность среды обитания. К счастью, A. latezonatus смог прижиться ещё с двумя другими видами актиний, что может снизить риск исчезновения. Вид не был оценён в выпуске Красной книги МСОП 2012 года.